# El Sauz, Cerritos
El Sauz är en ort i Mexiko.   Den ligger i kommunen Cerritos och delstaten San Luis Potosí, i den centrala delen av landet, 400 km norr om huvudstaden Mexico City. El Sauz ligger 1 278 meter över havet och antalet invånare är 468.
Terrängen runt El Sauz är varierad. Runt El Sauz är det glesbefolkat, med 14 invånare per kvadratkilometer. Närmaste större samhälle är Cerritos, 12,3 km sydväst om El Sauz. Trakten runt El Sauz består i huvudsak av gräsmarker.